# Klösz György
Klösz György (eredetileg Johann Justus Georg Kloess (Klöss), Darmstadt, Németország, 1844. november 15. – Budapest, Erzsébetváros, 1913. július 4.) németországi származású magyar fényképész, festő, a magyarországi városfotózás úttörője és egyik legjelentősebb alakja.

## Életpályája
1844. november 15-én született Darmstadtban Klöss Pál és Gratz Ernesztina gyermekeként, evangélikus vallású családba. Neje Zeller Karolina, fia Klösz Pál (1874-1951). Gyógyszerészeti, vegyészeti és fényképészeti tanulmányok után Bécsben kezdte meg pályáját. Két társával 1866 körül érkezett Pestre. Közösen nyitottak fényírdát a Herrengasse, a mai Petőfi Sándor utca és Régi posta utca sarkán, melyet rövidesen egyedül működtetett, majd legkésőbb 1872-ben átköltöztetett a ferences templom mögötti épületbe, az akkori Hatvani utca 1. szám alá. Alapító tagja lett a Magyar Fényképészek Egyletének. 1873-ban egyike a bécsi világkiállítás fotózásának monopoljogával rendelkező hatfős csoportnak.
Ekkor kezdte meg a budapesti látképek készítését és forgalmazását. 1875-ben megörökítette a megáradt Ördög-árok pusztításait, 1876-ban pedig, csónakkal szállítva felszerelését, a Dunától elöntött partokat. 1877-ben az új Ferenciek Bazárában, a mai Kossuth Lajos utcai kapu felett rendezte be új, kétemeletes műtermét. 1878–79-ben újra árvizeket fotografált Miskolcon, Egerben, majd a legnagyobbat Szegeden. 1879-ben kőnyomdát állított fel, és ettől kezdve a sokszorosítóipar felé fordult. 1882-ben villát és nyári műtermet épített a Svábhegyen. Tagja lett a Svábhegyi Egyesület választmányának. 1884-ben a Hatvani utca 18. alá, a mai Semmelweis és Kossuth Lajos utca sarkán állott orvoskari épületbe helyezte át pesti műtermét. 

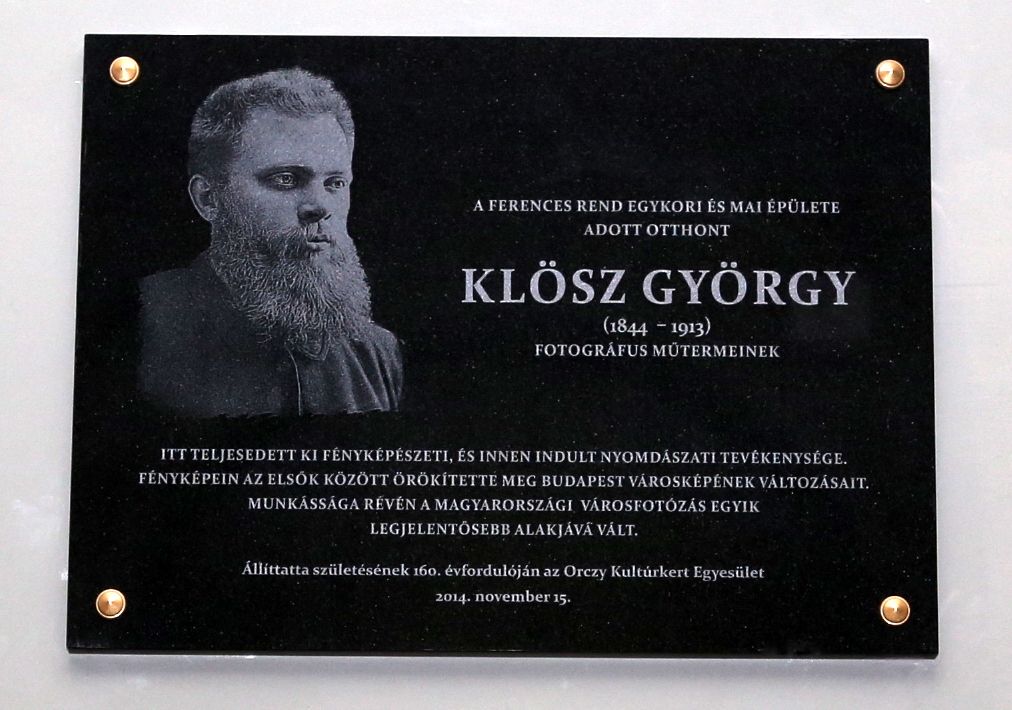
Emléktábla, Bp. V., Kossuth Lajos utca 1. bejáratánál

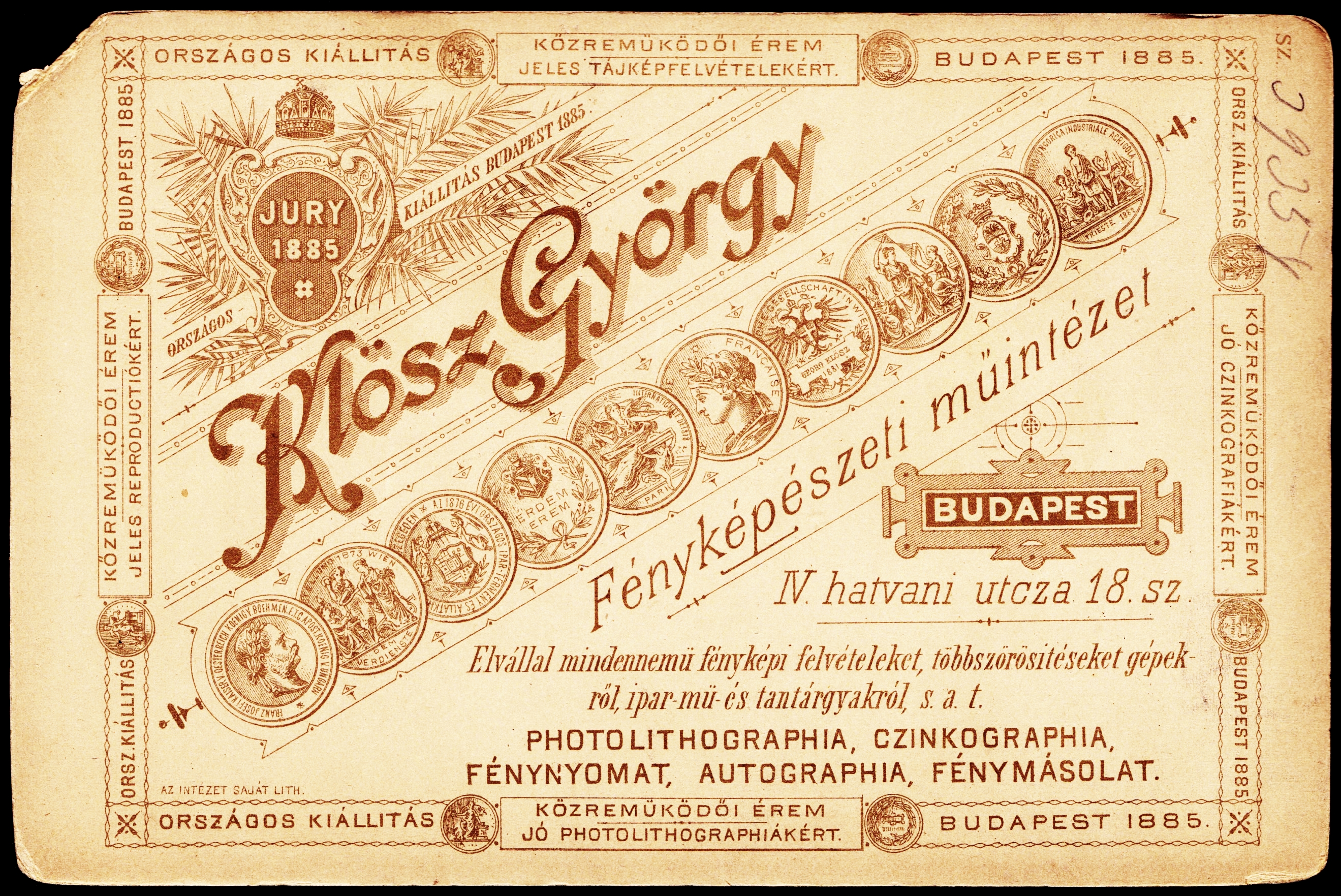
Klösz György műintézete, 1885 (Forrás: Fortepan.hu)

1885-ben az Országos Általános Kiállításon bemutatta az egész Andrássy utat 1:100 léptékben leképező panorámasorozatát. A Siemens és Halske cég megbízásából fényképezte az első pesti villamosokat. 1890 és 1894 között társtulajdonosa volt a Budapesti Látogatók Lapja című többnyelvű idegenforgalmi folyóiratnak. 1894-ben operatőrcsapatával fényképezte Kossuth Lajos temetési menetét. A kilencvenes évek második felétől fényképsorozatokat készített a városrendezés miatt bontásra váró házakról. 1892-ben a Hunfalvy utcában épült fel saját villája, 1894-től házat, műtermet és nyomdát (a szomszédba pedig bérházat) emeltetett a Városligeti fasor 49. szám alatt.
A millenniumi kiállításról, a kizárólagos jogú Fényképészeti Szövetkezés égisze alatt legalább hétszáz képet készített, önállóan is kiállított, fotóit számos pavilon szerepeltette anyagában. Felvételei sorra jelentek meg a kor sajtójában, kitüntetései szaporodtak.
Az 1900-as párizsi világkiállításra készülve közel száz vidéki kastélyról készített külső és belső felvételeket. Fiát, Klösz Pált Bécsben a grafikai főiskolán taníttatta, de ő maga is fényképész lett. 1903-ban a 29 éves Pált társtulajdonossá tette, a céget ettől kezdve Klösz György és fia udvari fényképészeti, térképészeti és kőnyomdai műintézet néven jegyezték egészen az 1948-as államosításig. Az 1906-ban alakult Magyar Fényképészek Országos Szövetsége alelnökévé választotta. Bár fokozatosan visszavonult, ebből az időből valók a távbeszélő-hálózatról készített felvételei.
1913. július 4-én hunyt el. Sírja a Kerepesi temetőben található.
Műhelye festmények készítésével is foglalkozott; ezekből az egyetlen ismert, Klösz által szignált alkotás az idős Ybl Miklóst ábrázolja (1881).

## Galéria Klösz György fényképeiből

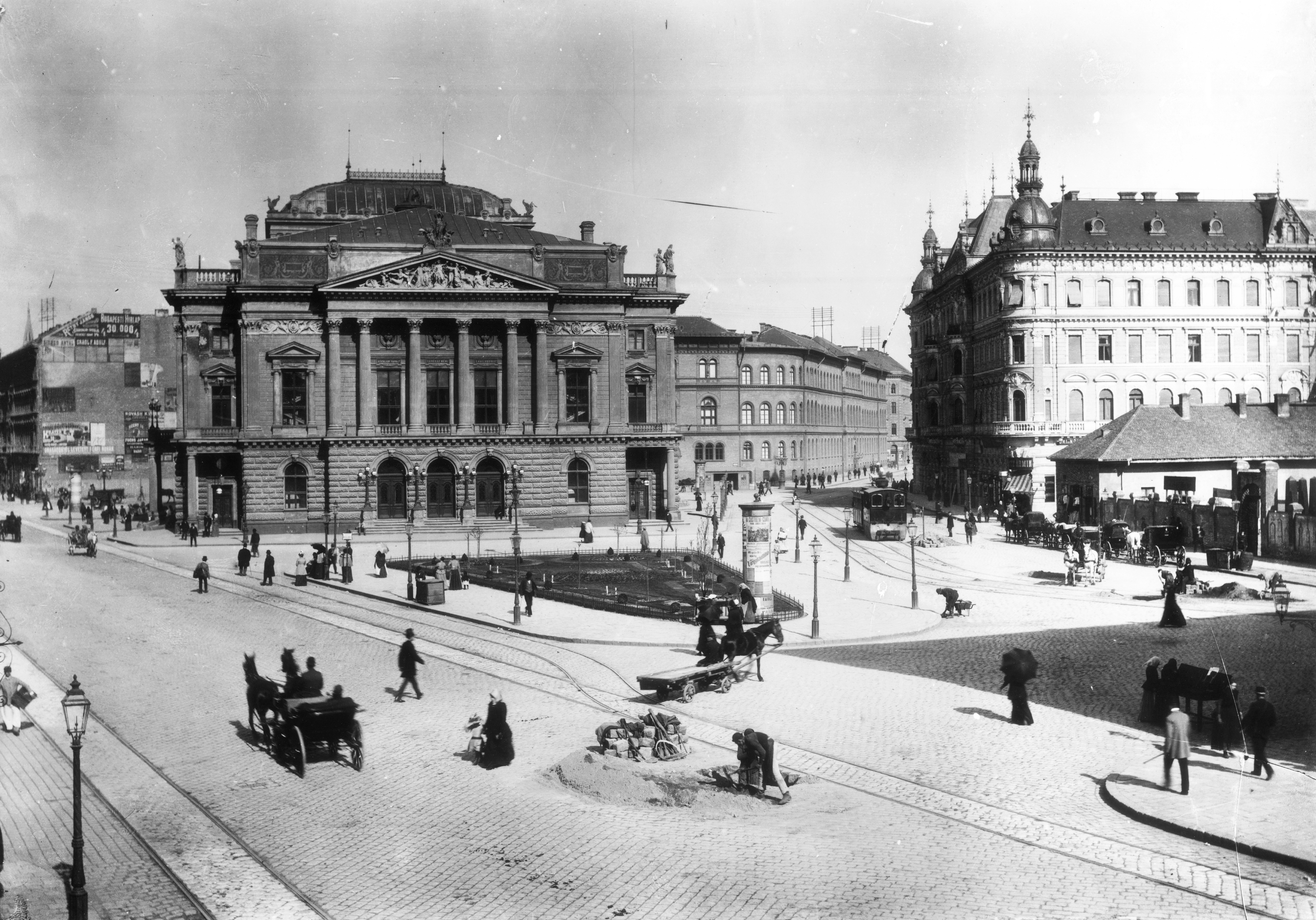
Az 1965. április 23-án felrobbantott régi Nemzeti Színház Blaha Lujza téri épülete, 1900-ban
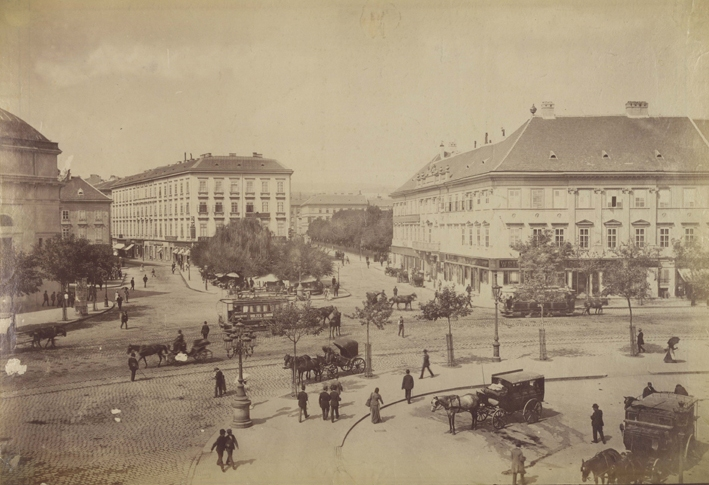
A Deák tér az 1890-es években, Budapesti Történeti Múzeum – Újkori Várostörténeti Osztály, Kiscelli Múzeum
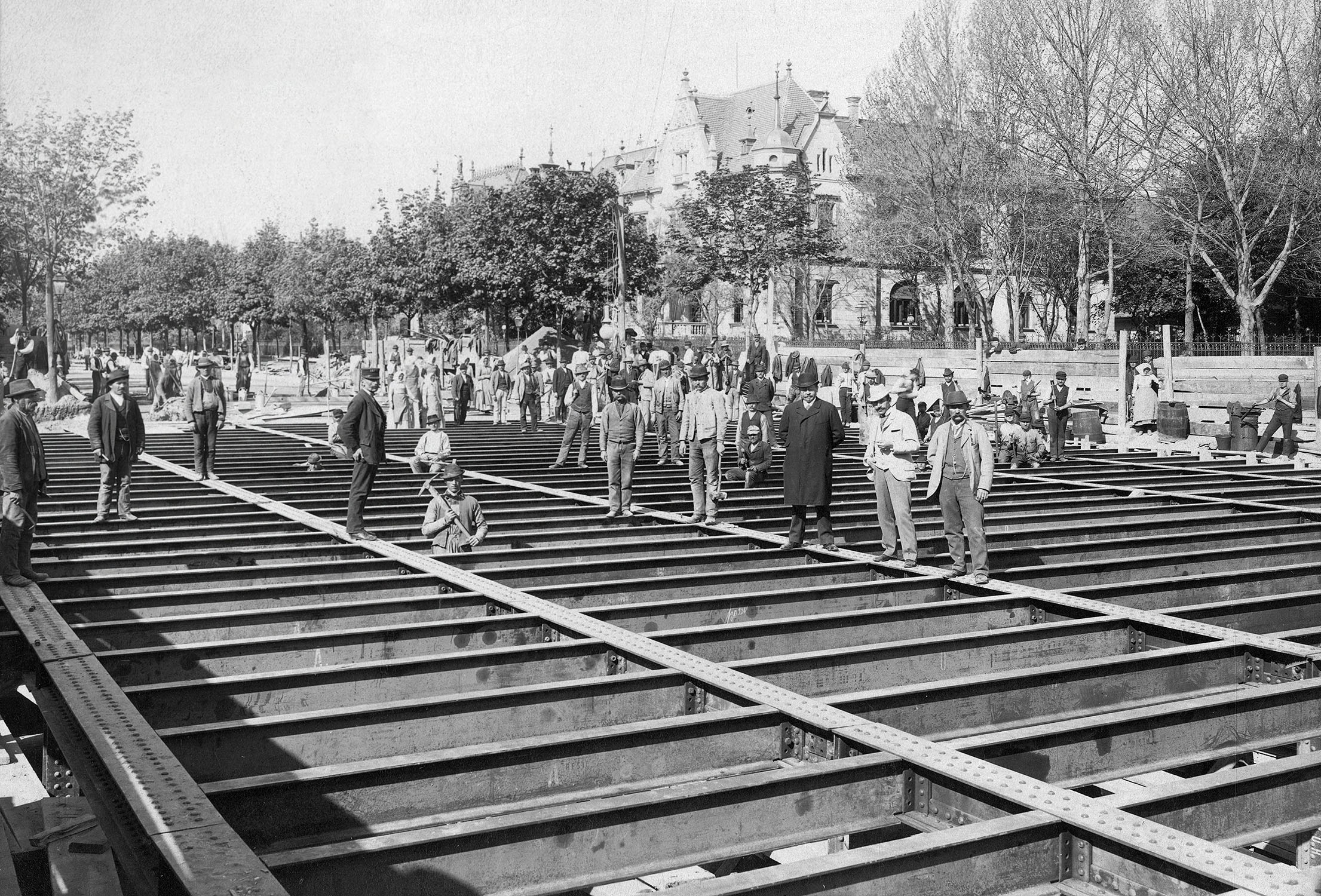
A Millenniumi Földalatti Vasút építése, 1896-ban
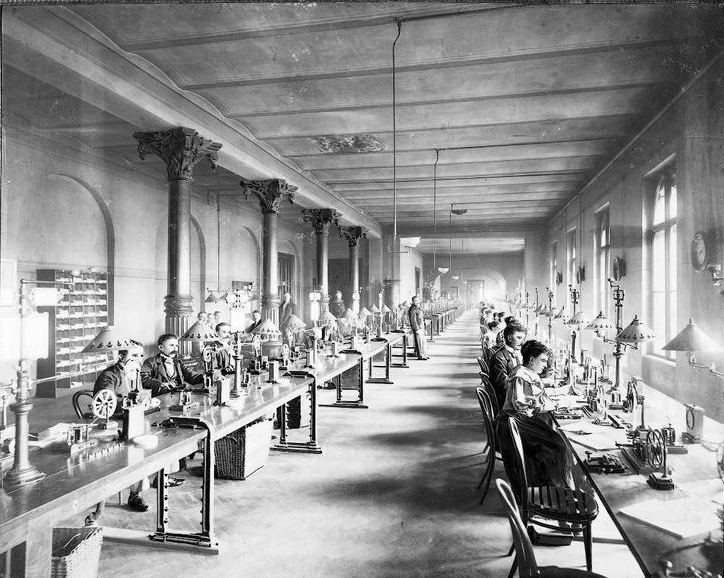
Morse-gépterem a központi távíróhivatalban, 1913 k.
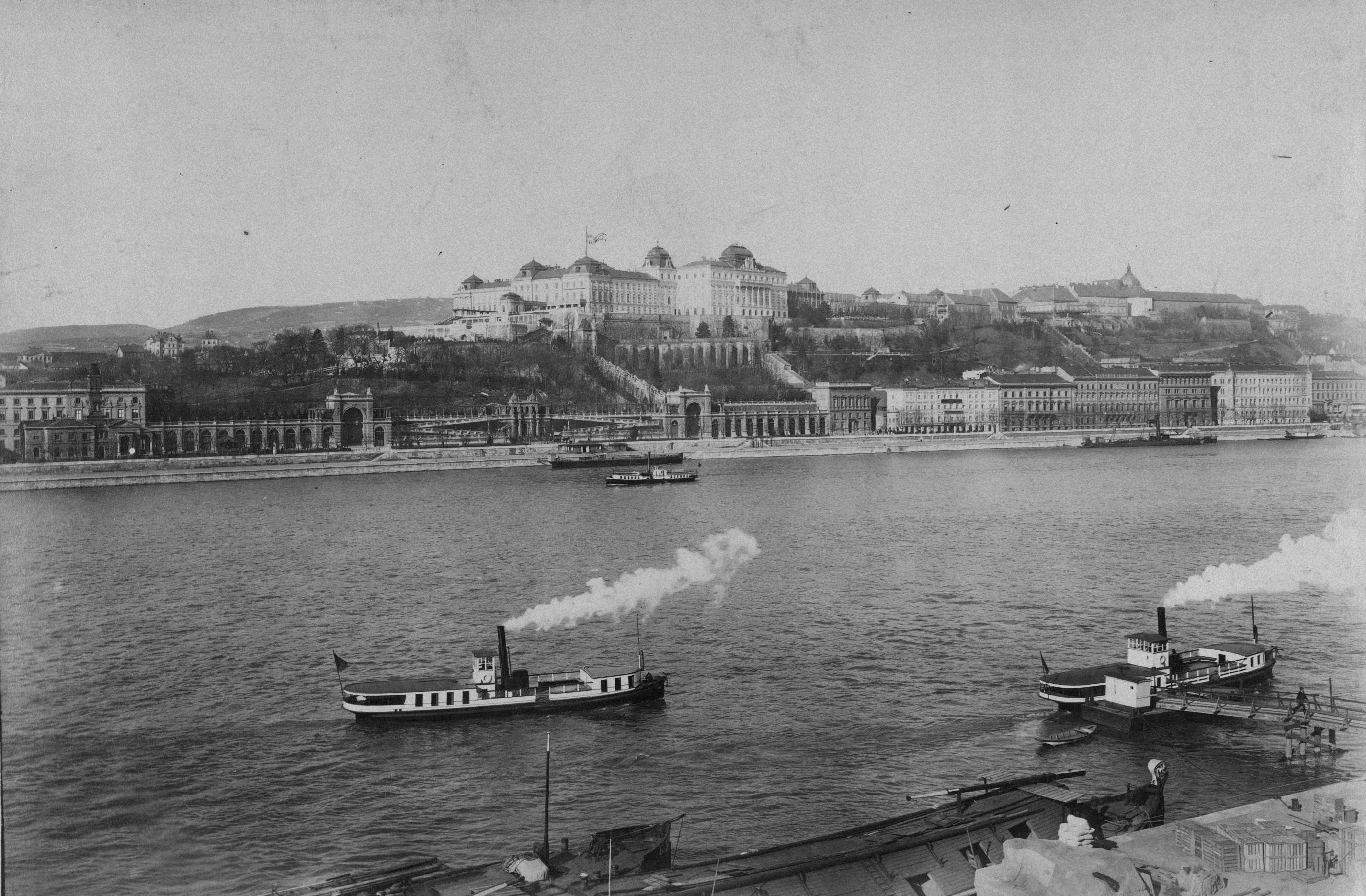
A Várkert Bazár és a Királyi Palota panorámája a pesti oldal felől a Vigadó tér környékéről nézve, 1898 k.

## Források

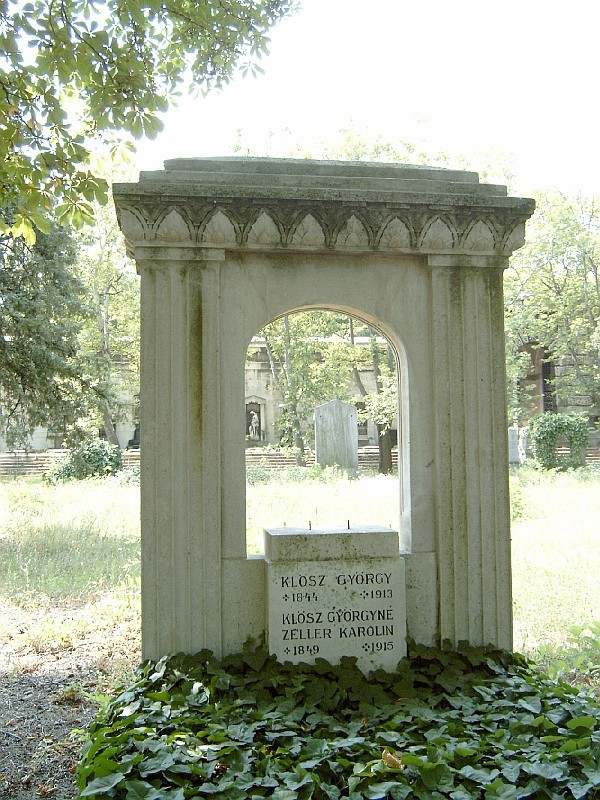
Klösz György és felesége sírja Budapesten, Kerepesi temető: 18-1-37

## Művei
- Codex Festi Farnesianus, (Fényképfelvételeivel) Budapest, 1893

## Művei közgyűjteményekben
- Budapesti Történeti Múzeum
- Budapest Főváros Levéltára
- Magyar Nemzeti Múzeum
- Fővárosi Szabó Ervin Könyvtár
- Postamúzeum
- Magyar Műszaki és Közlekedési Múzeum

Egyes, Budapestet ábrázoló fényképeinek reprodukcióit 2013. március közepétől mozgó kiállításként a budapesti M2-es és M3-as metróvonalak szerelvényeiben mutatták be.

### Webgyűjtemények
- Klösz György városfotói – Budapest Főváros Levéltára
- Budapest-képarchívum – Fővárosi Szabó Ervin Könyvtár Budapest Gyűjtemény
- Postamúzeum Fényképgyűjtemény Archiválva 2020. november 6-i dátummal a Wayback Machine-ben Archiválva 2020. január 27-i dátummal a Wayback Machine-ben